# División periódica de Richet
La división periódica de Richet es la efectuada en su obra Traité de métapsychique (1922), y es una segmentación en 4 sectores de la historia de la investigación paranormal sobre la base de los sucesos y hallazgos de su propia historia.
Para Richet, la historia de la parapsicología puede dividirse en periodo mítico, periodo magnético, periodo espiritista y periodo científico según las influencias que en tales etapas se dieron. Richet razona extensamente su tesis y la expone en su tratado de la metafísica, publicado en mayo de 1922. 

## Etapas

### Periodo mítico
Se extiende de la antigüedad a la aparición de Mesmer en 1778. Richet considera que la antigüedad no tiene nada que aportar en el sentido científico sino leyendas y cábalas.

[...] Pertenece a los historiadores, más bien que a los científicos, buscar en las viejas religiones y las antiguas tradiciones populares todo lo que se ha dicho acerca de lo sobrenatural, lo oculto, lo mágico, lo incomprensible. Este viaje a través de los libros sagrados, los cábalas, las Magias, presenta poco interés científico. [...]

El descubrimiento de Mesmer en 1775, cuya doctrina sería denominada mesmerismo en honor a su nombre, es considerado por Richet el principio de la investigación científica y racional, y de hecho es la antesala de la actual hipnosis. Richet cita la historia del demonio de Sócrates y considera que tal demonio, que le mostraba el futuro y guiaba su conducta en ocasiones, es lo que hoy llamaríamos guía espiritual. En Teages, Sócrates afirmó que poseía un don admirable, que no me ha abandonado desde mi nacimiento. Es una voz que, cuando se deja escuchar, me aparta siempre de lo que voy a hacer, pero que nunca me impulsa a obrar. Socrates expone a continuación, en el mismo hilo, un ejemplo de la eficacia en las predicciones de aquella voz que derivaron en acierto cuando Cármides, hijo de Glaucón, fue a exponerle que deseaba que formara parte del proyecto que había formado para ir a combatir a los juegos nemesios. Socrates afirmó haber oído tal voz en ese justo momento e intentó hacer a Cármides retractarse en su decisión, pero este no quiso escucharle y cayó. Plutarco consideraba que estas revelaciones no eran simples voces o sonidos, sino la palabra de un demonio que tocaba sin voz la parte inteligente de su alma. Sócrates siempre interrumpía el curso de las conversaciones cuando oía aquella voz asegurando que había oído a Dios.

### Periodo magnético
[...] Con Mesmer, todo cambia: Mesmer fue el iniciador del magnetismo animal, que, sin ser confundido con el metapsiquismo, sin embargo está muy unido. [...]
 Richet - III. Historia - periodo magnético

Franz Anton Mesmer, en 1766, hace aparecer en Viena un estudio sobre la influencia fisiológica de los planetas, y comienza un estudio que se dilata 10 años, en un periodo que se comprende de 1766 a 1776, con la finalidad de unir la astronomía con la medicina, además de cierta publicidad. Más tarde, en 1778 llega a París y publica su primera obra de importancia al año siguiente, Mémoire sur la découverte du magnétisme animal (Memoria sobre el descubrimiento del magnetismo animal). Mediante la influencia de la popularidad, la  Real Sociedad de Medicina (Compagnie Royale de Médecine) y la Academia de las ciencias (Académie des sciences) probaron los métodos de Mesmer y concluyeron que provocaban cierto estado psicofisiológico potencialmente útil para la cura de ciertas enfermedades. Muy pronto, estos métodos conseguirían muchos adeptos por toda Europa.
Puységur (1751–1825), con la ayuda de d'Eslon y Deleuze, modificó los métodos de Mesmer creando lo que hoy en día conocemos como hipnosis en su obra Rapport des cures opérées à Bayonne par le magnétisme animal, adressé à M. l'abbé de Poulouzat (1784).